# Bataafsche Bank (Den Haag)
De Bataafsche Bank was een bank te Den Haag die van 1917 tot 1925 actief was.
De bank begon haar activiteit in 1917. In 1918 werd het een nv met een geplaatst kapitaal van f 80.000. Volgens het jaarverslag was 1922 een goed jaar, maar in november 1923 kwam er een conflict over de juistheid van deze cijfers tussen commissarissen en directeur C. van Oostrum naar buiten. De commissarissen traden daarop af. In 1925 werden de werkzaamheden overgenomen door de kort tevoren opgerichte Scheveningse Bankvereeniging.